# Otto Meili
Pour les articles homonymes, voir Meili (homonymie).
Otto Meili, né le 14 avril 1929 à Weisslingen (Canton de Zurich), est un coureur cycliste suisse. Il est professionnel de 1953 à 1955.

## Palmarès
- 1955
  - 3e du Grand Prix du Locle

## Résultats sur les grands tours

### Tour de France
2 participations
- 1953 : hors délais (2e étape)
- 1955 : abandon (13e étape)

### Tour d'Italie
- 1955 : 79e